# Nissan Bassara
La Nissan Bassara è una autovettura prodotta dalla casa automobilistica giapponese Nissan a partire dal 1997 al 2001. 
La Bassara è una monovolume di medio-grandi dimensioni, il cui nome deriva dalla parola sanscrita "Vajara", che significa "il premio o l'oggetto del desiderio che incoraggia qualcuno a cedere alla tentazione". La Bassara andava a porsi in concorrenza con monovolume come la Honda Odyssey e la Toyota Gaia. Condivideva la piattaforma U30 con la Nissan Gloria, la Nissan R'nessa e la Nissan Presage; soprattutto da quest'ultima riprendeva gran parte della componentistica.